# 넷프론트
넷프론트(NetFront)는 임베디드 기기용 모바일 웹 브라우저로, 일본의 Access Co. Ltd가 개발했고, 임베디드 브라우저로 작동하도록 설계되었다. 넷프론트는 많은 플랫폼 용으로 사용 가능하고, 다기능 프린터, 디지털 TV, 셋톱박스, PDA, 웹폰, 게임 콘솔, 이메일 터미널, 자동차 텔레매틱스 시스템 등에 사용된다.

## 컴팩트 넷프론트
넷프론트의 최신 버전은 현재 다음과 같은 기능을 지원한다.
- Ajax
- 마이크로소프트 오피스 문서와 PDF 문서 뷰어
- Atom 및 RSS 피드
- SMIL 2.1
- SVG 1.2 + Micro DOM